# (26592) Maryrenfro
(26592) Maryrenfro est un astéroïde de la ceinture principale.

## Description
(26592) Maryrenfro est un astéroïde de la ceinture principale. Il fut découvert le 3 mars 2000 aux Monts Santa Catalina par le projet CSS. Il présente une orbite caractérisée par un demi-grand axe de 2,69 UA, une excentricité de 0,18 et une inclinaison de 11,4° par rapport à l'écliptique.

## Compléments